# سنت‌دیوردی‌‌وولدی
سنت‌دْیْوردْیْ‌‌وولدی (به مجاری:  Szentgyörgyvölgy) یک منطقهٔ مسکونی در مجارستان است که در ناحیه لنتی واقع شده‌است. سنت‌دیوردی‌‌وولدی ۲۹٫۵۸ کیلومتر مربع مساحت و ۴۸۵ نفر جمعیت دارد.